# Capitols de Des Moines
Les Capitols de Des Moines sont une franchise professionnelle de hockey sur glace qui évoluait dans la  Ligue internationale de hockey.

## Historique
La franchise est créée en 1972 après la vente des Oak Leafs de Des Moines et joue dans la LIH jusqu'en 1975.

### Saison en LIH
| No | Saison    | PJ | V  | D  | N | BP  | BC  | Pts | Classement              | Séries éliminatoires          | Entraîneur  |
| -- | --------- | -- | -- | -- | - | --- | --- | --- | ----------------------- | ----------------------------- | ----------- |
| 1  | 1972-1973 | 74 | 30 | 41 | 3 | 279 | 360 | 63  | 3e place, division Sud  | Non qualifiés                 | Dan Belisle |
| 2  | 1973-1974 | 76 | 45 | 25 | 6 | 316 | 247 | 96  | 1re place, division Sud | Vainqueurs de la Coupe Turner | Dan Belisle |
| 3  | 1974-1975 | 76 | 31 | 38 | 7 | 253 | 264 | 69  | 4e place, division Sud  | Non qualifiés                 | Dan Belisle |

### Récompenses
- Collectifs :
  - Coupe Turner, remis au champion des séries éliminatoires : 1974.
  - Trophée Fred-A.-Huber, remis à l'équipe terminant en tête du classement général : 1974.
- Individuels :
  - Trophée Garry-F.-Longman, remis au meilleur joueur recrue de la saison régulière : Danny Gloor (1973) et Frank Demarco (1974).
  - Trophée Leo-P.-Lamoureux, remis au meilleur pointeur de la saison régulière : Peter Mara (1974).
  - Trophée James-Gatschene, remis au joueur le plus utile à son équipe : Peter Mara (1974).